# ソユーズロケット
ソユーズロケット（ロシア語: Союз、GRAU index 11A511、英語: Soyuz）は、ソビエト連邦が計画しOKB-1が開発した使い捨て型ロケットのシリーズである。冷戦当時、アメリカ合衆国のアメリカ議会図書館は"A-2"と呼んでいた。最初のソユーズロケットの初飛行は1966年だが、ソ連崩壊後もロシアに引き継がれ、幾度も改良が加えられながら、2020年代においても同国の主力ロケットとして運用されている。
ソユーズロケットはソユーズ計画でのソユーズの有人打ち上げに使われるほか、国際宇宙ステーション (ISS) へのプログレス補給船の輸送、スターセムやアリアンスペースの商用打ち上げなどに利用されている。ソユーズは燃料に液体酸素とRP-1を使っており、ソユーズU2は液体酸素とシンチンを使っていた。ソユーズはR-7の派生形である。欧州宇宙機関 (ESA) の2004年の時点における記事においては、「世界でもっとも頻繁に打ち上げられているロケット」と評されている。
なお、ソユーズロケットは中心に二段構成のロケットがあり、その周りに4基のロケットが存在している。日本やアメリカでは周辺の4基を補助ロケットとするが、ソユーズにおいてはこれを1段目としている。

## 歴史

### ソ連時代

R-7の系譜

打ち上げ機はR-7A (8K74) を基礎にしてボストークの派生形として1966年に導入された。初期型はブロックIを上段とする3段ロケットで、後にモルニア軌道に衛星を送り込める改良型としてモルニアが開発され、さらに1970年代半ばに若干更新されたソユーズUが開発され、代替わりしている。ソユーズの生産は1980年代前半に年産60台となりピークになった。
1990年初期、上段にフレガートを利用した再設計計画が作られた。フレガートエンジンはフォボス計画の推進モジュールを基礎にラボーチキンによって開発されたものであり、衛星打ち上げの際の最終的な軌道調整に便利である。また、ロシア宇宙庁とロシア国防省は1993年にソユーズの国産化と近代化の計画を"Rus"の名称で承認し、後に計画はソユーズ2と改名された。しかし、ソ連崩壊後の資金不足から計画の進展は遅れた。なお、フレガート以前にはイカールを上段として利用することがあった。

### 西側との協調
1996年7月、スターセムが設立された。スターセムは欧州から商用打ち上げを受注して資金を得ており、新型の開発に当たって、より変更が少なくて済み、商用打ち上げの最終軌道投入用に便利なソユーズ/フレガートの計画に資金を提供した。2000年2月9日と同年3月20日にソユーズ/フレガートの試験飛行が成功し、ソユーズU/フレガートでは静止トランスファ軌道に1,350kgの貨物を送り込めるようになった。これを利用して欧州のクラスター2の商用打ち上げが2000年7月16日と同年8月9日に行われている。現在もソユーズ/フレガート系の打ち上げ機はスターセムによって商用打ち上げに利用されている。
国際宇宙ステーション (ISS) の建設以降は、アメリカのスペースシャトルと並ぶISSへの輸送手段の一つであり、プログレスを利用して物資、またソユーズ宇宙船でクルーなどを運んでいる。2011年7月8日に実施された飛行プロジェクトであるSTS-135を最後にスペースシャトルが全て退役しアメリカ合衆国は有人宇宙飛行可能な機体を保有しないこととなったため、NASAは当面の間、ISSへのクルーの輸送をソユーズロケットに依存することとなった。

### ソユーズ2への移行とギアナでの打ち上げ
一方で、ソユーズ2の開発も進められた。エンジンのRD-107・108の107A・108Aへの新型化を通じてソユーズFGが生産されたが、これはアナログ制御装置であった。その後デジタル制御装置を装備したソユーズ2が生産された。しかし、初期型のソユーズ2.1aは3段目エンジンに古いRD-0110を利用していた。ソユーズ2.1aは2004年11月4日にプレセツクで弾道飛行実験が開始され、2006年10月23日にバイコヌールで軌道飛行実験が行われた。更新型のソユーズ2.1bでは3段目も新型のRD-0124に変えられており、2006年12月27日にバイコヌール宇宙基地からCOROTを乗せて初飛行を行った。ただしソユーズ2の運用開始後も、当初は有人打ち上げにはソユーズFGが、プログレスの打ち上げではソユーズUが使われ、ソユーズ2は商用にのみ利用されていた。ソユーズ2への移行は、2010年代後半に完了した。またその後にソユーズ2.1vという、2段目エンジンをNK-33に変え、3段目にRD-0124を利用する小型バージョンも開発された。
2005年1月19日、欧州宇宙機関とロシア宇宙庁はギアナ宇宙センターからのソユーズSTロケットの打ち上げに合意した。赤道に近いため、ソユーズは3段目に依存して2.7トン-4.9トンの貨物を太陽同期軌道に運べるようになった。発射台の建設は2005年に始まり、2011年4月に完成した。ソユーズは通常バイコヌールなどでは水平の状態で燃料が装填されるが、ギアナではギアナで一般的な垂直での燃料装填形式となっている。模擬打ち上げは2011年5月に行われ、ソユーズ2.1bST-Bの2011年10月21日の打ち上げではアリアン4の直径4mのフェアリングを備え、ガリレオ衛星を2機搭載していた。わずか2ヶ月前にカザフスタンのバイコヌール宇宙基地から打ち上げられたソユーズUはブロックIのRD-0110エンジンが故障して搭載されていたプログレスM-12M補給船は破壊された。これはこれまで80回の成功を収めていたソユーズUとソユーズFGの最初の失敗でソユーズは有人規格の唯一の宇宙船だったのでISSに滞在する宇宙飛行士のローテーションに影響が出る可能性があった。欧州の宇宙機関は殆ど同じソユーズ-2.1bが10月2日にロシアのGLONASS測位衛星を軌道に無事に投入して胸を撫で下ろした。ソユーズ2.1bはブロックIのエンジンをプログレスの失敗の原因だったRD-0110からRD-0124に変更した。推進剤の充填時に燃料の配管がロケットに接続できない問題が生じたが欧州とロシアの共同チームは24時間で修復した。初の運用打ち上げは2011年10月21日に行われた。

## 種類
- ソユーズ : 11A511
- ソユーズL : 11A511L
- ソユーズM : 11A511M
- ソユーズU : 11A511U
- ソユーズU2 : 11A511U2 または 11A511K
- ソユーズFG : 11A511U-FG
- ソユーズ2 : 14A14
- ソユーズ5 : 開発中

## 組み立て

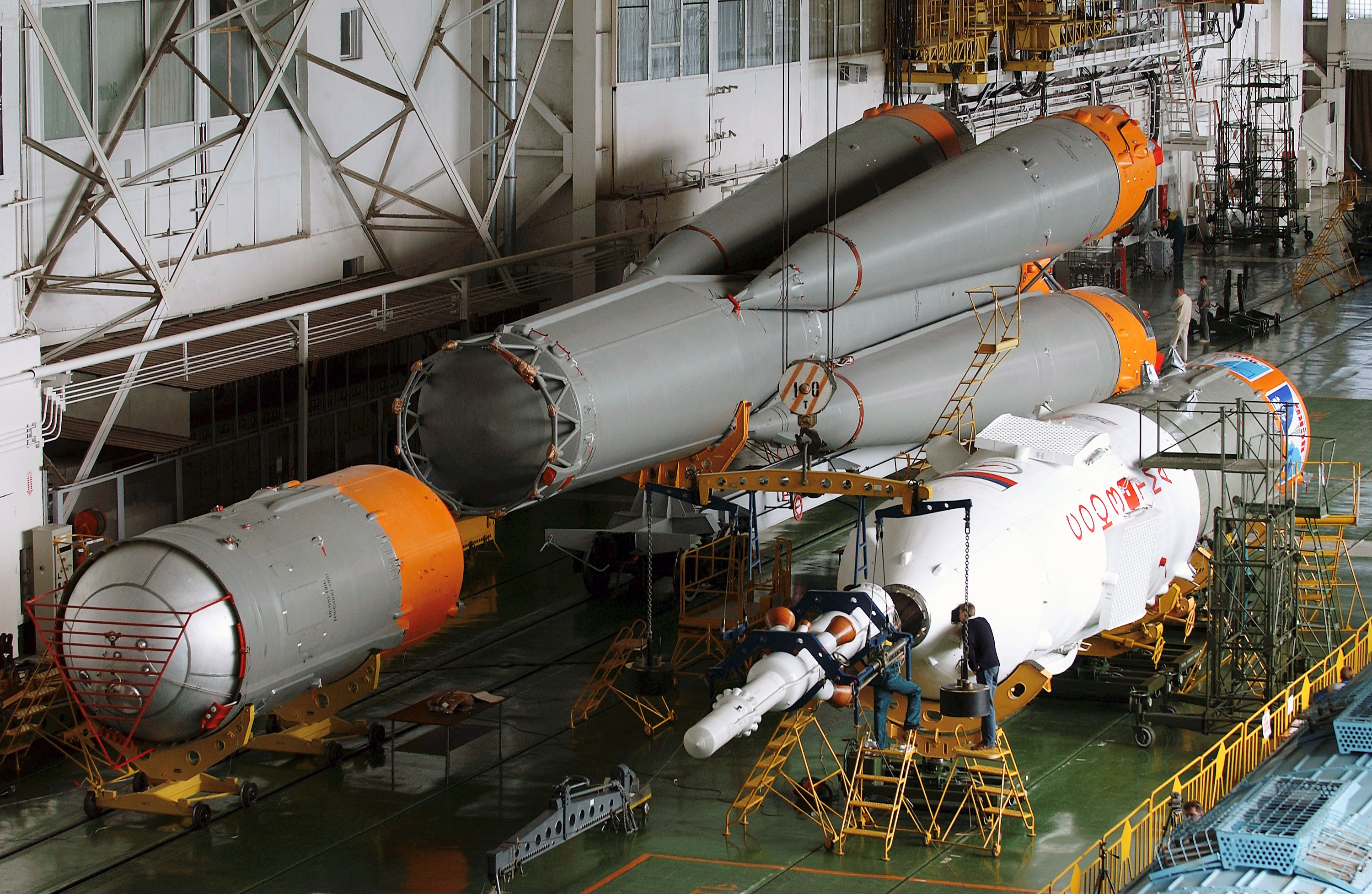
組み立て:第1段が右奥に、第2段が左手前に、打ち上げシュラウドにカバーされたソユーズ（宇宙船）が右手前に見える。

ロケットは組立・試験塔で横に寝かせた状態で組み立てられる。組み立てられたロケットは射点まで寝かせた状態で輸送され、その後立ち上げられる。ソユーズの水平での組み立てはサターンVなどの垂直での組み立てとは違い、特徴の一つとして打ち上げの準備が安上がりで済むことがあげられる。
水平に配置されたロケットの組み立てはすべてのモジュールに近づきやすく比較的単純である。また、垂直でのロケットの組み立てには背の高い防風格納庫が必要であるが、ロケットが設計された当時は経済的に可能と考えられなかった。

## 発射

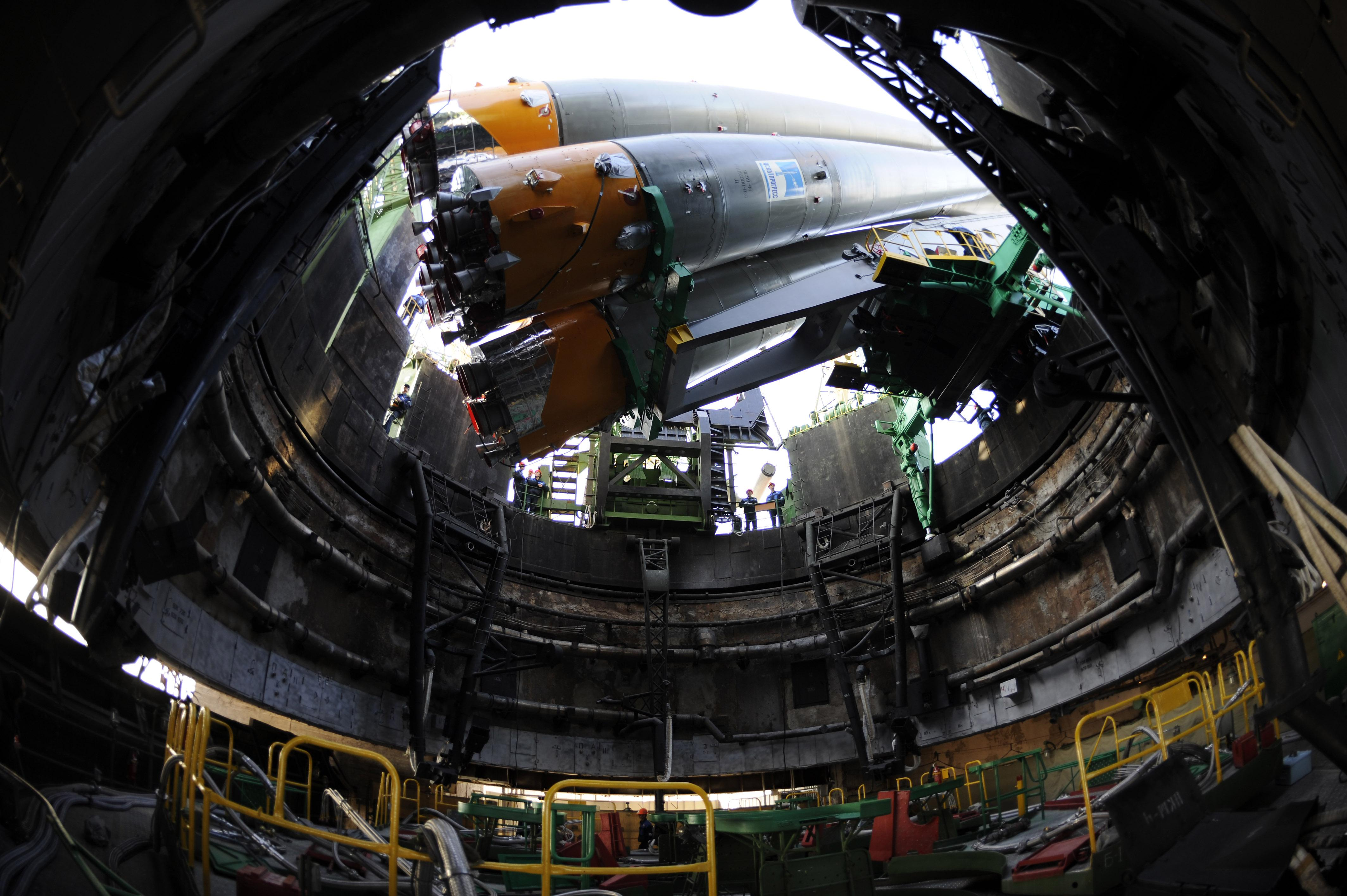
ガガーリン発射台で起こされるソユーズTMA-13、2008年10月10日

ソユーズロケットは発射台においてロケット全体は周辺の4機のロケット（一段目）の先端部の耐荷機構で発射台の打ち上げシステムのトラスに懸架されており、一段目と支柱で中央の本体を支えている。この仕組みは打ち上げ後、一段目が本体を推し進める際の飛行状態に似ている。ロケット懸架の構想はR-7/ソユーズから導入された特徴の一つである。
発射台が除去された後、ロケットの底部分が低下させられる。強風で知られるカザフステップに位置するバイコヌール宇宙基地の発射場では強風への耐性も打ち上げシステムの重要な特徴であり、打ち上げシステムのトラスは風の力に耐えるものとなっている。
打ち上げの際、支持ブームがロケットの動きを追跡する。一段目の先端部の特別支援凹部から支持ブームが頭を出すと、支持ブームとトラスがロケットのエアフレームから切断され、外側に展開されてロケットの進路を開く。打ち上げの間ロケットと打ち上げ施設は単一の動作系統を構成する。
1段目のエンジンが停止した後、1段目は非爆発型分離によって分離される。空が晴れている場合、地上の観測者は「コロリョフの十字架」と呼ばれる落下する1段目と煙によって空に描かれる十字を見ることができる。

## フェアリング[疑問点–ノート]

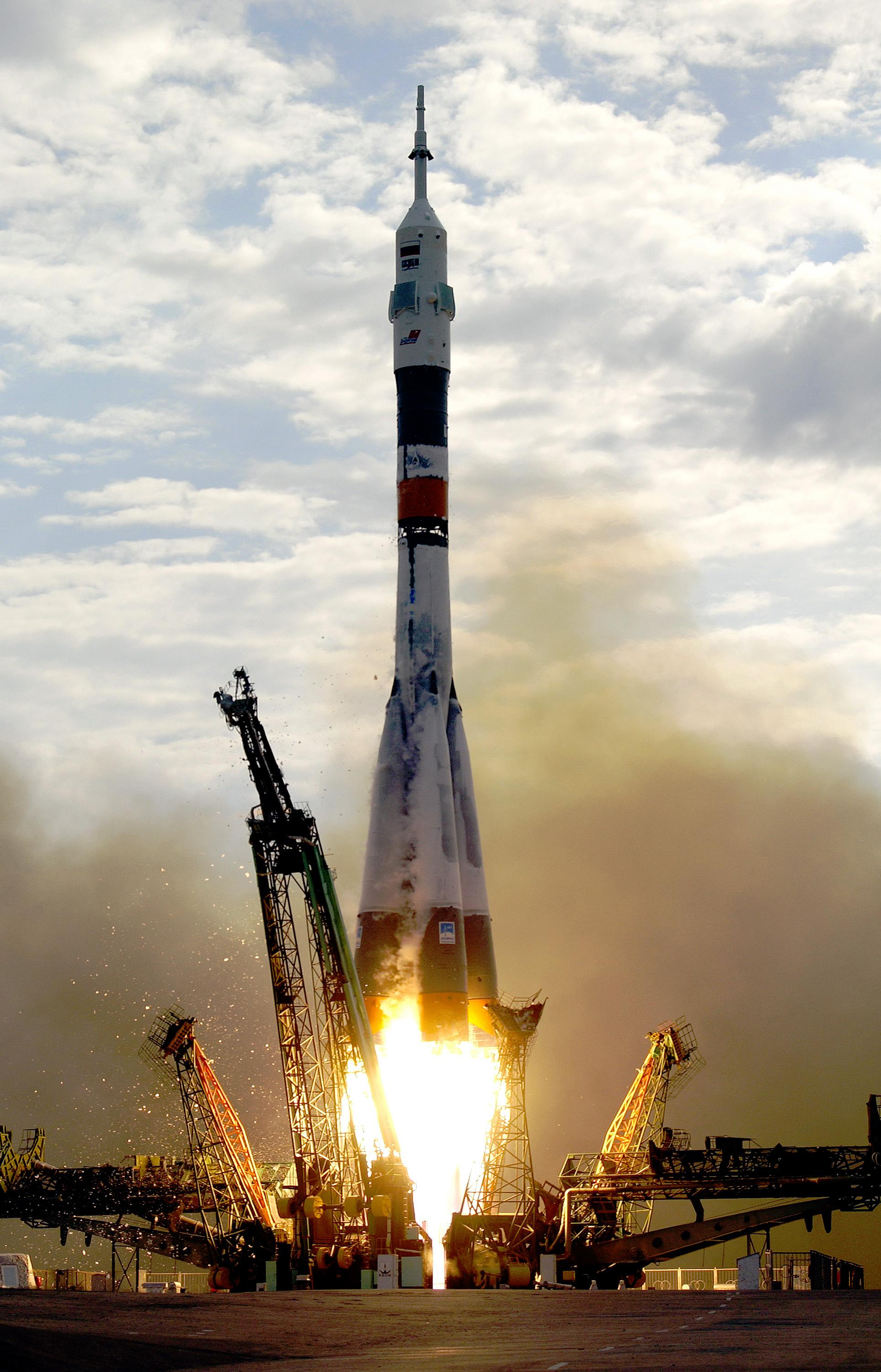
ソユーズTMAを乗せたソユーズFG、バイコヌール宇宙基地からの打ち上げ。

ソユーズLVはさまざまな無人ミッションに使われており、スターセムの商用衛星打ち上げで販売されている。これまでに以下のようなフェアリングが利用された。
プログレスはISSやミール向けの無人ミッションでの輸送宇宙機。この宇宙機には専用のプラットフォームとフェアリングが利用され、ソユーズU、ソユーズFGなどで打ち上げられる
A型フェアリングは商業打ち上げのために利用される
S型フェアリングはスターセムによる商業打ち上げに利用される。フェアリングは最大直径が3.7m、長さは7.7mほどである。上段のフレガートもペイロードやペイロード接続分離機とともにフェアリング内に封入されている。フレガート仕様のS型フェアリングはGalaxy 14、GIOVE A、Mars Express、AMOS-2、Venus Express、Clusterなどの打ち上げに使われた。
SL型フェアリングはスターセムによる商業打ち上げに利用される。フェアリングは最大直径が3.7m、長さは8.45mほどである。上段のフレガートはペイロードやペイロード接続分離機とともにフェアリングの中に封入されている。フレガート使用のSL型フェアリングはCOROTの打ち上げに使われている。
ST型フェアリングはスターセムによる商業打ち上げに利用される。最大直径が4.1m、長さは11.4mほどである。なお、大型のフェアリングの導入による空力不安定性がアナログ制御系では対処できないためソユーズ―2のみに利用されている。カーボンプラスチック製のフェアリングはアリアンスペースのアリアン4に利用されて実証済みの形状を基礎としており、長さは1メートル増加している。フェアリングは顧客であるスターセムの要求に応じてTsSKB-プログレスによって製造・開発された。ギアナ宇宙基地からの打ち上げのためにスターセム/アリアンスペースによって提案されたフェアリング形式である。

## 各段

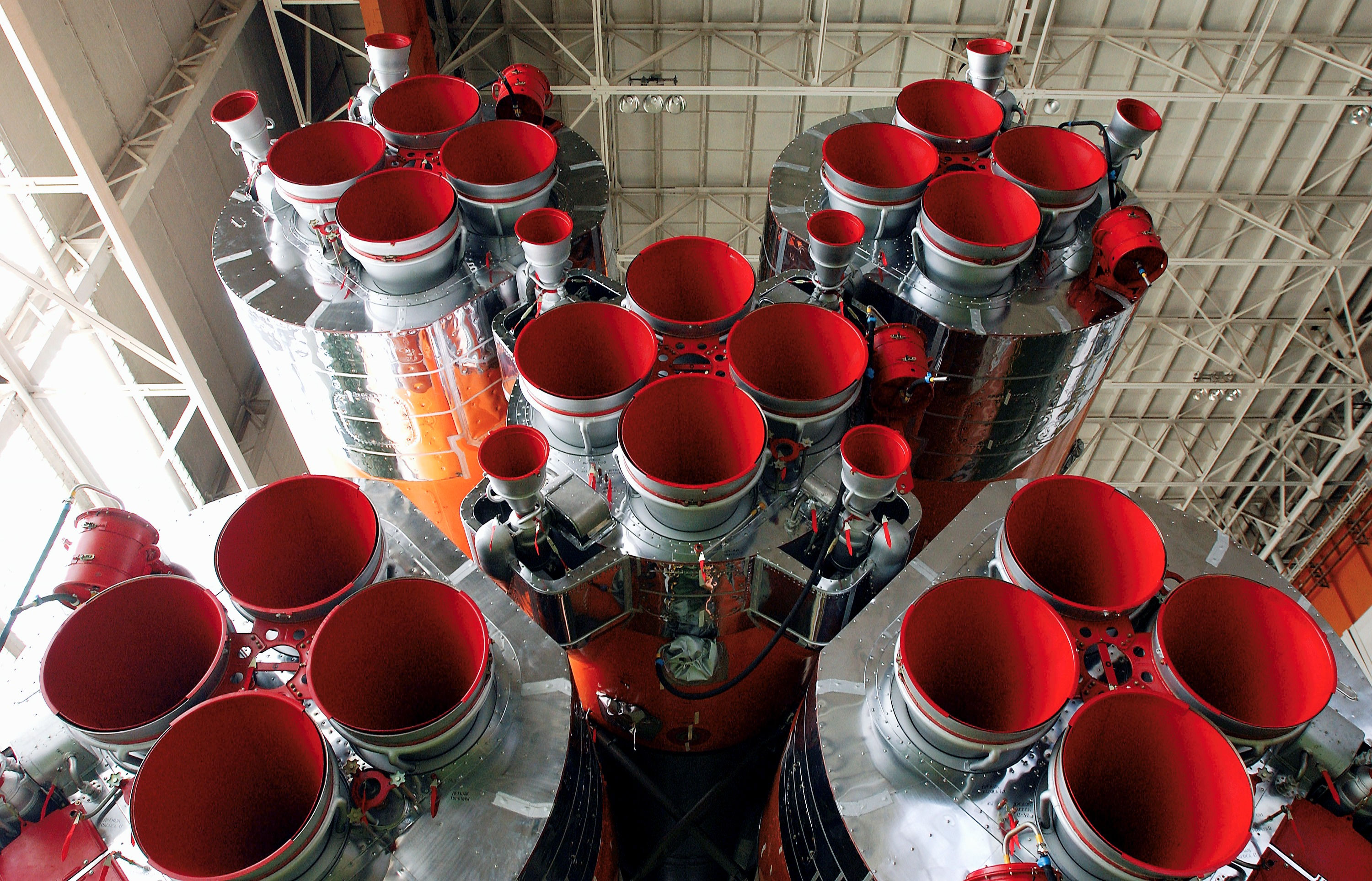
ソユーズのロケットエンジン

ソユーズロケットは日本や米国などでブースターとみなす部分を1段目として数える。

### 1段目
ソユーズロケットの1段目は、ブースターロケットのように中心となるロケットの回りに取り付けられた4機の円錐形のロケットである。それぞれのロケットには1組のターボポンプ、4個の燃焼室を備える1基のロケットエンジン、外側に2基のバーニアスラスタを備える。
初代ソユーズにはRD-107エンジンが、ソユーズUとソユーズU2にはRD-117エンジンが使われた。ソユーズFGとソユーズ2にはRD-107Aが使われている。
ソユーズU2はロケット燃料にシンチンを用いていた。

### 2段目
2段目は中央のロケットで、ロケットエンジンは1基である。全体的には1段目ロケットと同じような構成だが、1組のターボポンプと4個の燃焼室に加え4基のバーニアスラスタがある。2段目は1段目の4機のロケットと密着させるため底部に向かうほど細くなっている。
初代ソユーズにはRD-108（РД-108）エンジンが、ソユーズUとソユーズU2にはRD-118エンジンが使われた。ソユーズFGとソユーズ2にはRD-108Aが使われている。
ソユーズU2ではロケット燃料にシンチンを利用していた。

### 3段目
3段目には、RD-0110エンジンを使ったブロックIと、RD-0124エンジンを使った改良型ブロックIの2種類がある。ソユーズ2-1bには改良型ブロックIが使われている。段間分離部はトラス構造になっているが、これは大気圏内の飛行時には乱流が発生するが、トラスの間から燃焼ガスを逃せるので3段目を点火してから分離する事ができるので分離時に残留推力によって衝突する危険性を避けることができる。

## 近年の打ち上げ失敗
高い信頼性を誇ってきたソユーズだったが、2000年代初頭からは失敗が相次いだ。
2002年10月15日にプレセツク宇宙基地で行われたソユーズUによるフォトンM衛星の打ち上げの際、発射台の近くに墜落し、打ち上げの29秒後に爆発した。地上にいた職員の一人が死亡し、8人が重傷を負った。
2005年6月21日にはプレセツクで行われたソユーズ系統の4段目版のモルニアMロケットによる軍事通信衛星モルニアの打ち上げが失敗した。飛行は2段目と3段目の分離指令が実行されなかったか3段目エンジンが失敗したことで打ち上げ6分後に終了した。ロケットの2段目と3段目はソユーズと同一であり、破壊されたペイロードはシベリアのチュメニ、Uvatski地区で発見された。
2011年8月24日、ISSへの貨物を積んだソユーズUの3段目が故障し、軌道への到達に失敗した。
2011年12月23日、軍用通信衛星メリディアン5を積んだソユーズ2.1bは、打ち上げから7分後に3段目の異常によって失敗した。
2018年10月11日には国際宇宙ステーションに向かう第57次長期滞在のクルーを乗せたソユーズFGは、打ち上げ約90秒後に第1段の分離でトラブルが発生したが、打ち上げ114秒後に緊急脱出システムが作動し、クルーは無事帰還した。
2018年10月17日、ロシア連邦宇宙局は打上げに失敗したソユーズロケットについて、有人打ち上げミッションに復帰する前に3回の無人打上げを予定していると発表。有人用ソユーズでの宇宙飛行士の打上げは、無人用ソユーズを用いた3回の無人ミッションが成功し、調査が十分に行われない限り実施されない。2018年10月11日のソユーズの打上げでは、ブースターの分離に失敗していることが確認されており、それを含めた原因調査が行われる。
2018年10月25日、ロシア連邦宇宙局は無人用ソユーズを用いた1回目の無人打ち上げミッションに成功したと発表。有人用ソユーズでの宇宙飛行士の打上げは、無人用ソユーズを用いた3回の無人ミッションが成功し、調査が十分に行われない限り実施されない。2018年10月11日のソユーズの打上げでは、ブースターの分離に失敗していることが確認されており、それを含めた原因調査が行われる。
2018年10月31日、ロシア連邦宇宙局は同年10月11日の有人用ソユーズの打ち上げ失敗の事故原因を調査、「１段目のロケットブースターを切り離す際にセンサーが誤作動を起こし、２段目のロケットに衝突した」とする調査結果を発表。同年12月3日からの国際宇宙ステーションへの有人宇宙飛行の再開を明言した。
2018年12月3日、同年10月11日の事故後初となる有人での打ち上げに成功。国際宇宙ステーションへの有人宇宙飛行が再開された。

## その他
ゲームボーイ版のテトリスで得点が10万点を超えていると発射の場面のアニメーションが表示された。